# Koppal Airport
Koppal Airport är en flygplats i Indien.   Den ligger i distriktet Koppal och delstaten Karnataka, i den södra delen av landet, 1 500 km söder om huvudstaden New Delhi. Koppal Airport ligger 521 meter över havet.
Terrängen runt Koppal Airport är platt. Runt Koppal Airport är det tätbefolkat, med 286 invånare per kvadratkilometer. Närmaste större samhälle är Koppal, 7,1 km väster om Koppal Airport. Trakten runt Koppal Airport består till största delen av jordbruksmark.